# Andrew McClary
Pour les articles homonymes, voir McClary.
Andrew McClary, né en 1730 en Irlande et mort le 17 juin 1775 à Charlestown, est un militaire américain de l'Armée continentale durant la guerre d'indépendance des États-Unis.

## Biographie
Il participe notamment à la bataille de Bunker Hill où il est le plus haut gradé à mourir dans la bataille.

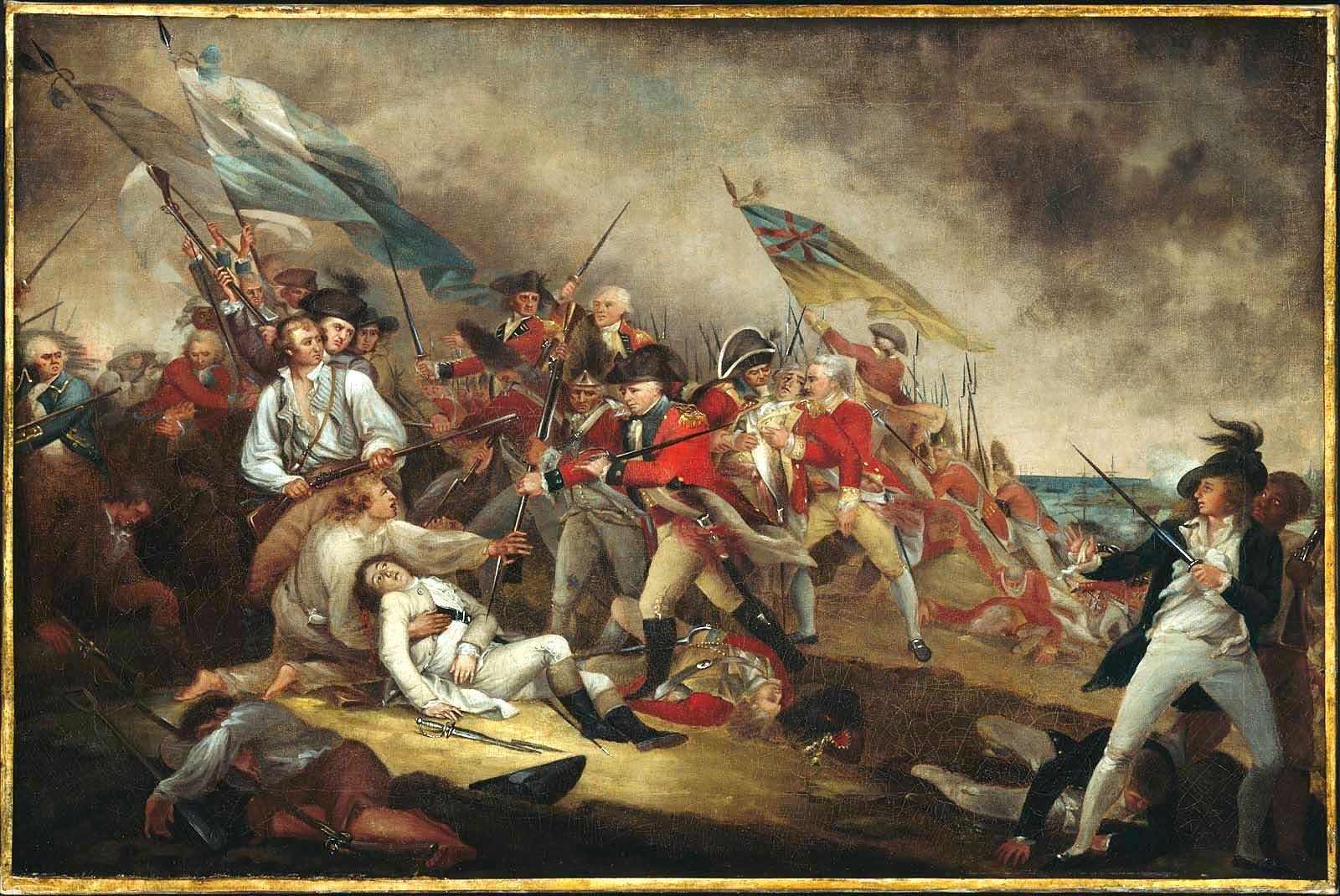
La Mort du général Warren à la bataille de Bunker Hill, le 17 juin 1775 de John Trumbull (1786). Andrew McClary se trouve au centre avec un habit blanc et un mousquet.

## Postérité
Le Fort McClary, dans le Maine près de Portsmouth, est nommé en son honneur.